# 斯蒂赫策费赫特
斯蒂赫策费赫特（荷兰语：Stichtse Vecht，意为“主教区的费赫特河”）是荷蘭的一個市镇，位於烏德勒支省西北部。該地面積107平方公里，有人口約6.3萬人。該市鎮設立于2011年1月1日，由前市镇布勒克伦、馬爾森和卢嫩合併而成。

## 外部連結
- 维基共享资源上的相關多媒體資源：斯蒂赫策费赫特
- （荷兰文） Official website （页面存档备份，存于）